# Gomphothere
Gomphothere é um grupo extinto de proboscídeos relacionados aos elefantes modernos. Eles se espalharam pela Afro-Eurásia e América do Norte durante as épocas do Mioceno e Plioceno e se dispersaram na América do Sul durante o Pleistoceno como parte do Grande Intercâmbio Americano. Gomphotheres são um grupo parafilético que é ancestral de Elephantidae. Enquanto os exemplares mais conhecidos tinham longas mandíbulas inferiores com presas, que é uma condição ancestral do grupo, alguns membros posteriores desenvolveram mandíbulas inferiores encurtadas com presas vestigiais ou sem presas inferiores, parecendo muito semelhantes aos elefantes modernos, um exemplo de evolução paralela, já que alguns gomphotheres permaneceram com a mandíbula longa. No final do Pleistoceno Inferior, eles foram extintos na Afro-Eurásia, com os dois últimos gêneros, Cuvieronius variando do sul da América do Norte ao leste da América do Sul, e Notiomastodon tendo uma ampla distribuição na maior parte da América do Sul até o final do Pleistoceno cerca de 12.000 anos atrás, quando foram extintos após a chegada dos humanos.
1. ↑  Buckley, Michael; Recabarren, Omar P.; Lawless, Craig; García, Nuria; Pino, Mario (15 de novembro de 2019). «A molecular phylogeny of the extinct South American gomphothere through collagen sequence analysis». Quaternary Science Reviews (em inglês). 105882 páginas. ISSN 0277-3791. doi:10.1016/j.quascirev.2019.105882. Consultado em 17 de julho de 2023